# お遊戯

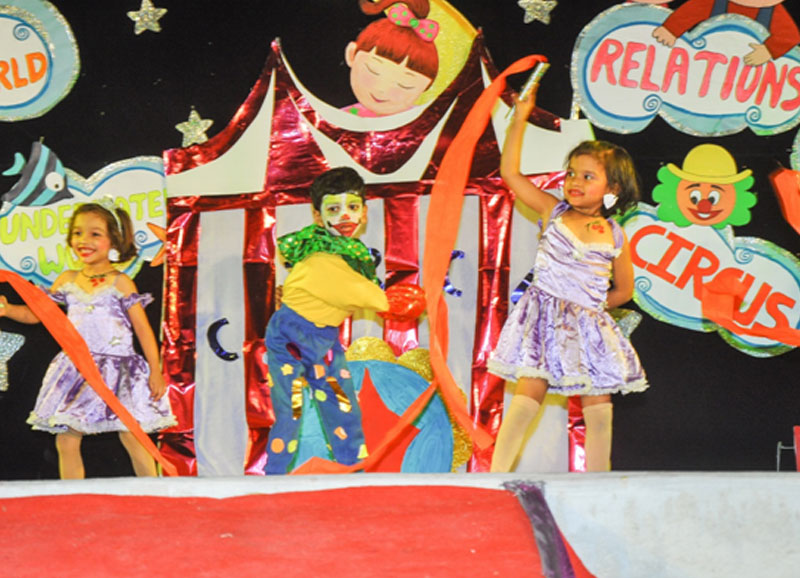
お遊戯

お遊戯（おゆうぎ）とは、幼稚園、保育園で行われる、ある程度の長さを持った、体を動かす遊びのことである（例えば、手だけを動かすものは、通常「お遊戯」とは呼びにくい）。主として集団で行われる。音楽や歌に合わせる場合が多いが（そういう場合には、ダンスや踊りに近いものもある）、それに限られない。通常は、ゲーム性・競争性・記録性はない（すなわち、勝ち負けが発生しない、スポーツともいえない）。また、運動の準備や運動後の整理の役割をになう「体操」とも異なる。また、嫌いな子供も多い。
幼稚園等の行事、例えば、運動会、学芸会、お遊戯会などで、親などに披露するために行うことも多い。そしてこのような場合には、セリフがあるような演劇形式のものも、「お遊戯」と呼ぶことがあり、その範囲・境界は、不明確である。

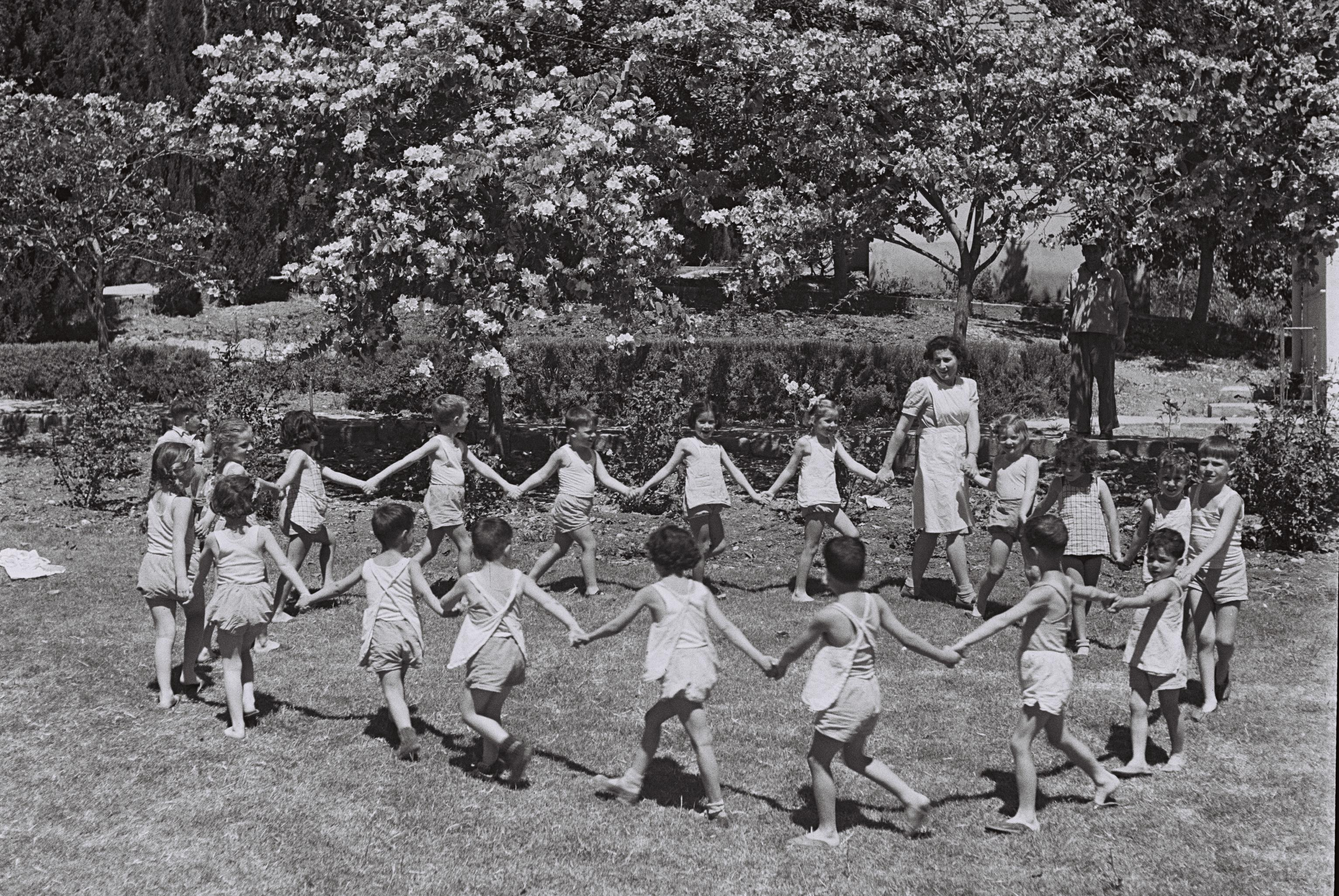
踊り
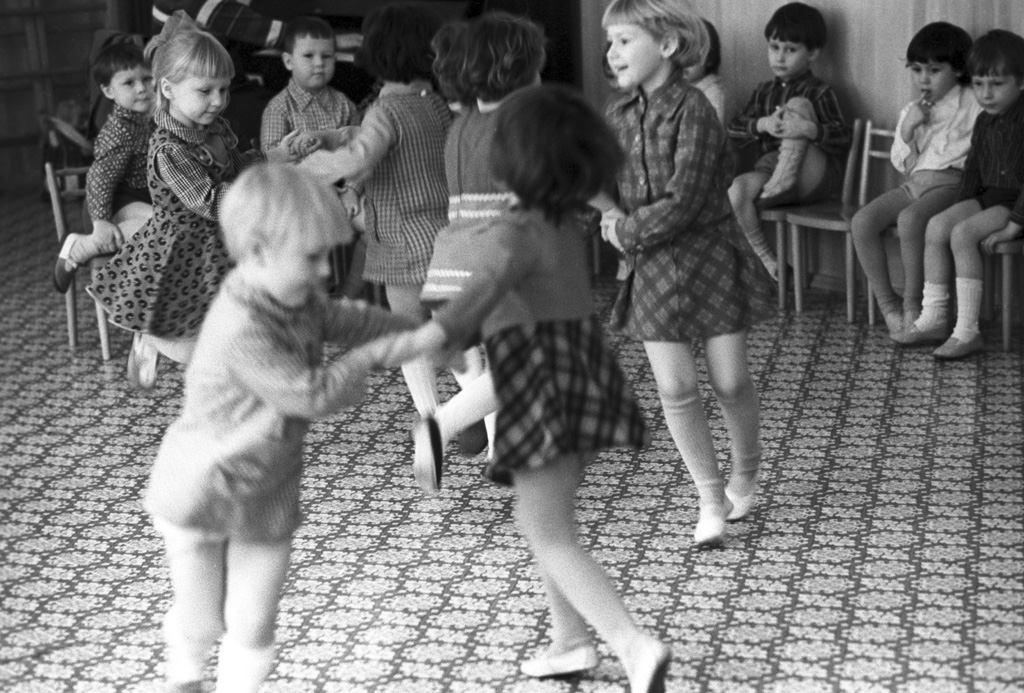
踊り
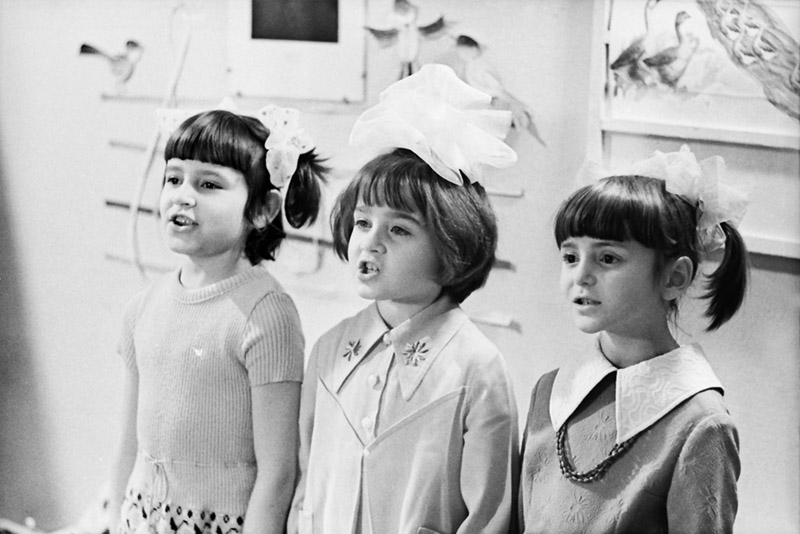
演劇